# Lou (lingerie)
Pour les articles homonymes, voir Lou.
Lou est une marque française de lingerie féminine haut de gamme créée en 1946 à Grenoble. Aujourd’hui, la griffe est l’un des leaders du marché de la lingerie. Elle appartenait à la société Lacelier France.
La marque Lou a été racheté par le déstockeur JLB groupe en 2024 par décision du TC de Paris. Cette marque devrait être relancée par un discounter en liquidation de lots industriels.

## Histoire

Ancien logo.

En 1946 dans l'Orient-Express, l'entrepreneur André Faller rencontra Lucienne, surnommée « Lu » (devenu « Lou » avec l'accent américain). Cette dernière professeur de gymnastique, s'adonne à un amour secret pour la couture. Elle dessine et coud sa lingerie intime et inventa à partir d'un bout de fer rond ses propres soutiens-gorge à baleines qu'elle créa pour son confort personnel. André Faller épousa et s'associa au projet de Lucienne, celle-ci souhaitait partager son savoir-faire et le rendre accessible aux autres femmes et sa rencontre avec André Faller permit de donner une dimension industrielle à son projet. L'amour de Lou et d'André pour la montagne et plus particulièrement le ski les emmenèrent à implanter leur entreprise de lingerie Lou à Grenoble.
D'abord situé dans une ganterie abandonnée, Lou emménage ensuite cours Berriat avant de s'installer en 1950 dans une nouvelle manufacture de 30 000m², rue Général Ferrié, dans le quartier Capuche. L'entreprise prend très rapidement une dimension industrielle et dès le début de l'aventure, André Faller s'occupe de la gestion et consacre 10 % du chiffre d'affaires à la publicité n'hésitant pas à faire appel à Luis Mariano, qui chanta Qui a peur du grand méchant Lou ?, ou à Annie Cordy. Pendant cette même période Lucienne devient chef des ateliers de création. Elle crée des soutiens-gorge innovants à la fois techniques, fripons, conjuguant couleurs et qualité du textile tout comme ses premières créations. En deux ans la marque s'impose et devient numéro un de la corseterie française.
Au début des années 1970, l'entreprise est à son apogée. Cette dernière cotée en bourse, intéresse de nombreux acheteurs étrangers mais le général de Gaulle s'oppose à la fuite d'une entreprise aussi prestigieuse. C'est la Générale Alimentaire qui rachète la totalité du capital de la marque Lou en 1971.
Trois ans plus tard, en 1974, les époux Faller créent la marque de prêt-à-porter féminin Karting dont Brigitte Bardot deviendra l'égérie en 1976 en portant le fameux pantalon en jersey extensible dans un spot publicitaire réalisé pour la télévision par Gérard Pirès : on peut y admirer la silhouette de Brigitte Bardot, filmée uniquement de dos, descendant les Champs-Elysées et portant un pantalon à pattes d’éléphant, avant le gros plan final où l'actrice se retourne face à la caméra en prononçant tout simplement "Karting". Le spot sera diffusée 25 fois sur Antenne 2, la campagne publicitaire ayant débuté le 10 mars 1976. Elle se poursuivra par la diffusion à partir du 30 avril d'un deuxième spot du réalisateur dans lequel Brigitte Bardot porte cette fois-ci une jupe Karting : pour ce deuxième film plus rythmé, Brigitte Bardot met en émois tous les passants qu’elle croise en marchant sur une avenue parisienne, toujours filmée de dos à l'exception d'un plan de son visage radieux, se retournant enfin vers la caméra pour le plan final et prononçant encore tout simplement "Karting". Le 15 juin 2010, la marque réédite son pantalon à pattes d'éléphant rendu célèbre par l'actrice dans une série limitée baptisée "Je t'aime".
En 1978, après une période mouvementée, Jean Bellanger rachète Lou et imagine le soutien-gorge Miss Lou. Le volume de production passe alors de 20 000 à 500 000 pièces en une année. Il repositionne ainsi la marque parmi le leaders. Dans les années 1980, Lou est présente dans soixante pays. En 1991, Jean Bellanger revend la marque au Catalan Vives Vidal qui la cède ensuite à Vanity Fair Corporation en 1992. Vanity Fair Corporation a maintenu son siège social à Seyssinet. Depuis l'Isère, il gère les six marques Lou, Boléro, Silhouette, Lee, Wrangler et Jantzen et emploie 400 salariés dans la région Rhône-Alpes. 30 % de la production de Lou et Boléro est fabriquée à Fontaine.
En 2004 Lucienne Faller décéda des suites d'une opération, son mari André l'a rejoint 4 ans plus tard, en juillet 2008 à l'âge de 96 ans. N'ayant pas d'enfant les époux Faller décidèrent de léguer une partie de leur fortune à leurs ex-employés et collaborateurs ayant travaillé dans leurs entreprises Lou et Karting. Ces derniers touchèrent ainsi un chèque d'une valeur allant de 3 500 à 7 000 euros. Une autre partie de cette fortune fut léguée à la fondation Brigitte-Bardot, les époux Faller ayant toujours eu de bons rapports avec l'actrice qui fut l'égérie de leur marque Karting en 1976.
En 2015, le fonds spécialisé dans le redressement des entreprises en mauvaise posture Perceva rachète au groupe américain Fruit of the Loom, propriété du milliardaire américain Warren Buffett, les activités européennes de lingerie féminine, Vanity Fair Brands Europe (dont font partie Lou et Variance),. La direction est confiée à Jean Jacques Sebbag.
En 2019 le groupe Vanity Fair Brands se rebaptise Lacelier.